# Ширшинський
Ширшинський (рос. Ширшинский) — селище в Приморському районі Архангельської області Російської Федерації.
Населення становить 739 осіб. Входить до складу муніципального утворення Лисестровське поселення.

## Історія
Від 2004 року входить до складу муніципального утворення Лисестровське поселення.

## Населення
| 2002 | 2010  | 2012 |
| ---- | ----- | ---- |
| 725  | ↗1061 | ↘739 |